# Phytoliriomyza curtifistula
Phytoliriomyza curtifistula är en tvåvingeart som beskrevs av Mitsuhiro Sasakawa 1996. Phytoliriomyza curtifistula ingår i släktet Phytoliriomyza och familjen minerarflugor. Inga underarter finns listade i Catalogue of Life.